# Кирпич-Кутан
Кирпич-Кутан — кутан, административно входящий в Верхнеинхелинский сельсовет Ахвахского района Дагестана Россия. Расположен на землях Хасавюртовского района,на берегу Аксайского водохранилища.

## История
Хутор Романовка основан немцами-переселенцами из Бессарабии в 1897 году. В 1918—1919 годах немцы покинули его из-за набегов чеченцев, которые позже и заселили Романовку, которая стала называться Керпич-Котан. По данным переписи 1926 года на хуторе проживало 36 человек, все чеченцы. Хутор относился к сельсовету Адильотар. В 1944 году чеченское население хутора выслали в Казахстан и Среднюю Азию. В середине 50-х годов земли бывшего хутора передали колхозам Ахвахского района. На месте хутора образовался кутан Кирпич-кутан, практичесские заселен каратинцами.

## Хозяйство
Совхоз им. Абдулманапова.